# Лик (сын Даскила)
Лик (др.-греч. Λύκος «волк») — персонаж древнегреческой мифологии. Сын Даскила и Анфемоесии. Царь мариандинов в Мисии, союзник Геракла в борьбе с бебриками. Назвал Гераклеей часть земли бебриков, полученной им.
Радушно принял аргонавтов, так как они убили его врага Амика, ранее Амик убил Приола, брата Лика.